# Glossaire du rugby à XIII
Ce glossaire liste des termes spécifiques au rugby à XIII.
- Haut – A
- B
- C
- D
- E
- F
- G
- H
- I
- J
- K
- L
- M
- N
- O
- P
- Q
- R
- S
- T
- U
- V
- W
- X
- Y
- Z

## 0-9
- 10 mètres : à chaque tenu, tous les défenseurs, à l'exception de deux joueurs, doivent effectuer un retrait de dix mètres de la zone du ballon.
- 18e homme : un joueur supplémentaire est sélectionné aux côtés des 17 joueurs appelés à jouer un match. Surnommé  le « 18e homme »,  il peut rejoindre l'équipe si l'un des joueurs s'est blessé avant le début du match.
- Règle 40/20 : si un joueur tape le ballon du pied de sa zone des 40 mètres et trouve une touche autre que direct dans la zone des 20 mètres adverses, il bénéficie de l'introduction de la mêlée sur la ligne de sortie du ballon. Cette règle a directement inspiré celle de la «  50/22 » en rugby à XV.

## A
- Ailier : l'ailier (numéro 2 et 5) est placé sur les côtés. Il est en général le joueur le plus rapide de son équipe. Son rôle est de recevoir les passes pour les mener aux essais.
- Arrière : l'arrière (numéro 1) est placé à l'arrière de l'équipe en position défensive. Il est le dernier rempart de son équipe. Ses qualités sont ses placages, l'anticipation et une bonne relance pour remonter le ballon.
- Avantage : un avantage est donné à l'équipe possédant le ballon victime d'une faute mais pouvant poursuivre son action si celui-ci présente une occasion. Si l'avantage ne crée pas d'occasion, l'arbitre revient à la faute. Si l'occasion existe, le jeu se poursuit.
- Bunker ; pièce ou local dans lequel se trouve généralement un quatrième arbitre vidéo. Le terme est apparu en NRL (voir ci-dessous) et a inspiré le rugby à XV par la suite qui l'a adopté.

## C
- Captain Challenge : dans le championnat australien désigne l'autorisation faite au capitaine d'une équipe de contester une décision de l'arbitre en demandant le recours à la vidéo. Si la vidéo confirme la décision de l'arbitre, le capitaine perd le droit de faire appel au captain challenge pendant la suite du match. Si la vidéo infirme la décision, il conserve ce droit[1].
- Centre : le centre (numéro 3 et 4) est placé près des ailes et travaille avec les ailiers lors des ballons offensives. Ses qualités doivent être la vitesse, l'habilité de ses mains pour faire des passes et également bien plaquer en cas d'attaque adverse. Ce joueur a pour but de perforer la défense.
- Championship : (littéralement « le Championnat ») désigne la deuxième division britannique de rugby à XIII, à laquelle participe depuis 2009  des équipes non-britanniques comme le Toulouse Olympique et Toronto.

## D
- Demi de mêlée : le demi de mêlée (numéro 7) est le joueur qui dirige le jeu de son équipe. Ils sont en général plus petits que les autres joueurs. C'est lui qui donne l'orientation offensive et organise les phases offensives de son équipe.
- Demi d'ouverture : le demi d'ouverture (numéro 6) est souvent le plus joueur le plus talentueux de l'équipe. Il est le relais entre les avants et les arrières. Il est le tacticien de l'équipe sur le terrain.
- Deuxième ligne : le deuxième ligne (numéro 11 et 12) est situé en deuxième ligne d'une mêlée. Son poste est similaire à celui du centre. Ses qualités sont la vitesse et la mobilité. Il participe autant aux tâches défensives qu'offensives.

## J
- Jeu à XIII : terme administratif français employé de 1946 à 1993 pour désigner le rugby à XIII dans ses relations avec l'administration. À la suite d'un contentieux gagné par la Fédération de rugby à XIII, le terme rugby à XIII est redevenu officiel pour désigner le sport. L'employer après 1993 est donc désuet, ou parfois péjoratif. L'employer pour parler du sport avant la seconde guerre mondiale est un anachronisme. Pour éviter tout contre-sens, l'usage est maintenant  toujours de  dire rugby à XIII.

## N
- National Rugby League : Championnat australien de première division, considéré comme le meilleur au monde, disputé également depuis 1995 par des équipes non-australiennes comme les Warriors d'Auckland. Il est très médiatisé dans son pays d'origine.

## P
- Pilier : le pilier (numéro 8 et 10) est en général un joueur costaud (de plus de 100 kilos). Il est placé au centre de la ligne de son équipe. Son rôle est de contrecarrer les incursions adverses ou de créer des pénétrations dans la défense adverse.  Sa force et son poids ne sont pas les seules qualités recherchées, il doit posséder une bonne technique de passe et de plaquage et avoir une capacité à lire le jeu.

## S
- Super League : désigne la première division britannique de rugby à XIII à laquelle participe  depuis 2006 des clubs non-britanniques comme les Dragons catalans ou la Toronto Wolfpack par le passé.

## T
- Talonneur : le talonneur (numéro 9) est placé au centre en position défensive ; son principale rôle est de récupérer les ballons adverses après les placages. Il est le responsable de l'organisation défensive, il est le joueur qui plaque le plus dans un match.
- Tenu : le tenu est une règle caractéristique du rugby à XIII. Il s'agit d'une phase d'attaque qui s'arrête lorsque le porteur de la balle est plaqué tout en conservant le ballon, son équipe gardant la possession de balle. L'équipe attaquante dispose de cinq de ces phases d'attaque pour marquer. Si un joueur est plaqué au sixième et dernier tenu, la balle sera rendue à l'équipe adverse qui entamera à son tour une nouvelle séquence de cinq tenus. Il s'agit d'un élément visuel aisément reconnaissable, car quand le joueur plaqué se relève pour poursuivre l'attaque, il talonne la balle vers l'arrière pour la donner à un coéquipier.
- Troisième ligne : le troisième ligne (numéro 13) est le seul avant sur la troisième ligne d'une mêlée. Il doit couvrir toute la ligne, suivre les actions offensives et défensives. Ses qualités sont l'endurance. Il doit être prêt à tout moment à revêtir le rôle de demi d'ouverture en match[2]. C'est le seul poste de troisième ligne qui subsiste ; les deux postes de troisième ligne aile ayant été supprimés pour accélérer le jeu. A noter que ce sont les postes des deux troisièmes ligne ailes qui ont été supprimés en rugby à XIII pour accélérer le jeu et laisser plus d'espace.

### Autres références
1. ↑  Idriss, « La NRL donne le feu vert au Captain Challenge », sur Treize Mondial, 4 mars 2020 (consulté le 14 février 2024)
2. ↑  Benjamin Cots & Treize Mondial, « Le vocabulaire du sport : le rugby à XIII », sur Dicodusport, 23 novembre 2017 (consulté le 7 décembre 2019)